# SN 2006bk
SN 2006bk – supernowa typu Ia odkryta 3 kwietnia 2006 roku w galaktyce M+06-33-20. W momencie odkrycia miała maksymalną jasność 16,90m.